# Markoesa Hamer
Markoesa Hamer (* 10. Mai 1985) ist eine niederländische Schauspielerin.

## Leben
Hamer ist zweisprachig, sie beherrscht Niederländisch und Englisch. Sie hatte von Jugend an Interesse am Theater und besuchte die Amsterdamer Jugendtheaterschule.  2007 studierte sie an De Amsterdamse Toneelschool&Kleinkunstacademie.
Hamer spielte in einigen Theaterstücken mit, darunter Britannicus. 2009 war sie in Spinoza in Exile und in De Spooktrein zu sehen. Anfang des Jahres 2010 spielte sie in Aufführungen von Late-avond-idealen der Regisseurin Sanne Vogel mit. Beim Festival 5D wirkte Hamer an der Aufführung Volmaakt von Frits Lambrechts mit. 2014 verkörperte sie die Grace und Katharina im Musical Stoner nach dem gleichnamigen Roman von John Williams.
Neben dem Theater war Hamer in verschiedenen Fernseh- und Filmproduktionen zu sehen. 2008 hatte sie eine Rolle als Roxanne im TV-Kurzfilm Den Helder. Die Hauptrolle der Robin verkörperte Hamer 2010 im Film Ik red me wel von Femre van Gijssel.
2008 hatte Hamer eine Episodenrolle als Claire de Wit in Flikken Maastricht, 2013 als Coco in De meisjes van Thijs und 2014 als Marika Maersk in der Fernsehserie Holby City. 
Sie verkörperte 2012 Isa van Buuren in der Fernsehserie Dokter Deen von Omroep Max und 2013 die Grundschullehrerin Annabel in der Fernsehserie Popoz. Hamer übernahm auch eine Rolle im Popoz-Film, der im Herbst 2015 in die Kinos kam.
Von 2019 bis 2021 war Hamer in der deutschen Netflix-Serie How to Sell Drugs Online (Fast) zu sehen.

## Filmografie
- 2008: Flikken Maastricht (Fernsehserie, eine Episode)
- 2008: Den Helder (Kurzfilm)
- 2009: Het leven uit een dag
- 2010: Annie MG (Miniserie, eine Episode)
- 2011: A’dam – E.V.A. (Fernsehserie, eine Episode)
- 2012: Bagage (Kurzfilm)
- 2012: Hearts (Kurzfilm)
- 2012: A Beautiful Death (Kurzfilm)
- 2012–2018: Dokter Deen (Fernsehserie, 40 Episoden)
- 2013: De meisjes van Thijs (Fernsehserie, eine Episode)
- 2013: Popoz (Fernsehserie, 6 Episoden)
- 2014: Toren C (Fernsehserie, 2 Episoden)
- 2014: Holby City (Fernsehserie, eine Episode)
- 2014: Aanmodderfakker
- 2014: Nieuwe buren (Fernsehserie, 5 Episoden)
- 2015: The Girl on the Park Bench (Kurzfilm)
- 2015: Popoz
- 2016: De Held
- 2016: Onze Jongens
- 2017: TreurTeeVee (Fernsehserie, eine Episode)
- 2017: De aflossing
- 2018: Familie Kruys (Fernsehserie, eine Episode)
- 2018: Halte durch! (Hou Vast, Kurzfilm)
- 2018: LOIS (Miniserie, eine Episode)
- 2018–2019: Spangas (Fernsehserie, 11 Episoden)
- 2019: Romys Salon (Kapsalon Romy)
- 2019: Nesteltherapie (Kurzfilm)
- 2019–2021: How to Sell Drugs Online (Fast) (Fernsehserie)
- 2020: Kommissar Van der Valk (Van der Valk, Fernsehserie, eine Episode)
- 2020: Koppensnellers (Fernsehserie, 8 Episoden)

## Theater
- 2007: Het land
- 2007: Animal Farm
- 2007: Britannicus (2007)
- 2007: Mensenwensen (2007)
- 2007: Troilus und Cressida
- 2008: De studio (2008)
- 2008: Busbanen en Ara's tranen
- 2009: Een pyjama party pleidooi voor de vriendschap
- 2009: Spinoza in Exile
- 2009: De spooktrein
- 2010: Late Avond Idealen
- 2010: Niet omkijken!
- 2010: Volmaakt
- 2010: Sneeuwmeisjes
- 2014: Stoner (Musical)